# روكلاند (ويسكونسن)
روكلاند (بالإنجليزية: Rockland village, Wisconsin)‏ هي قرية تقع بولاية ويسكونسن في الولايات المتحدة. تبلغ مساحتها 1.72 كم2، وترتفع عن سطح البحر 230 م، بلغ عدد سكانها 594 نسمة في عام 2010 حسب إحصاء مكتب تعداد الولايات المتحدة وتصل الكثافة السكانية فيها 345.3 نسمة لكل كيلومتر مربع (894.3/ميل2).

## التركيبة السكانية
حدّد مكتب تعداد الولايات المتحدة بيانات التركيبة السكانية لروكلاند في تعداد الولايات المتحدة. في ما يلي، التركيبة السكانية حسب تعدادي 2000 و2010.

### تعداد عام 2000
بلغ عدد سكان روكلاند 628 نسمة بحسب تعداد عام 2000، وبلغ عدد الأسر 213 أسرة وعدد العائلات 167 عائلة مقيمة في القرية. في حين سجلت الكثافة السكانية 365.1 نسمة لكل كيلومتر مربع (945.6/ميل2). وبلغ عدد الوحدات السكنية 216 وحدة بمتوسط كثافة قدره 125.6 لكل كيلومتر مربع (325.3/ميل2).
وتوزع التركيب العرقي للقرية بنسبة 98.41% من البيض و0.16% من الأمريكيين الأفارقة و0.16% من الأمريكيين الأصليين و0.48% من الأمريكيين ذوي الأصول الآسيوية و0.80% من عرقين مختلطين أو أكثر و0.16% من الهسبانيون أو اللاتينيون من أي عرق.
بلغ عدد الأسر 213 أسرة كانت نسبة 42.7% منها لديها أطفال تحت سن الثامنة عشر تعيش معهم، وبلغت نسبة الأزواج القاطنين مع بعضهم البعض 66.2% من أصل المجموع الكلي للأسر، ونسبة 7.5% من الأسر كان لديها معيلات من الإناث دون وجود شريك، بينما كانت نسبة 4.7% من الأسر لديها معيلون من الذكور دون وجود شريكة وكانت نسبة 21.6% من غير العائلات. تألفت نسبة 18.8% من أصل جميع الأسر من عدة أفراد يعيشون في نفس المنزل ونسبة 8% كانت تتألف من شخص يعيش بمفرده يبلغ من العمر 65 عاماً أو أكثر. وبلغ متوسط حجم الأسرة المعيشية 2.82، أما متوسط حجم العائلات فبلغ 3.20.
بلغ العمر الوسطي للسكان 34.5 عاماً. وكانت نسبة 29.3% من القاطنين تحت سن الثامنة عشر، وكانت نسبة 6.7% بين الثامنة عشر والرابعة والعشرين عاماً، ونسبة 31.8% كانت واقعةً في الفئة العمرية ما بين الخامسة والعشرين والرابعة والأربعين عاماً، ونسبة 19.9% كانت ما بين الخامسة والأربعين والرابعة والستين، ونسبة 7.8% كانت ضمن فئة الخامسة والستين عاماً فما فوق. يوجد لكل 100 أنثى 105.5 ذكر، ويوجد لكل 100 أنثى في الثامنة عشر من عمرها فما فوق 109.0 ذكر.
بلغ متوسط دخل الأسرة في القرية 46,429 دولارًا، أما متوسط دخل العائلة فبلغ 50,714 دولارًا. وكان متوسط دخل الذكور 31,563 دولارًا مقابل 20,357 دولارًا للإناث. وسجل دخل الفرد الخاص بالقرية 17,914 دولارًا. وكانت نسبة 6.7% من العائلات ونسبة 8.6% من السكان تحت خط الفقر، وكان من هؤلاء نسبة 16.5% تحت سن الثامنة عشر ونسبة 0% في الخامسة والستين من العمر وما فوق.

### تعداد عام 2010
بلغ عدد سكان روكلاند 594 نسمة بحسب تعداد عام 2010، وبلغ عدد الأسر 228 أسرة وعدد العائلات 157 عائلة مقيمة في القرية. في حين سجلت الكثافة السكانية 345.3 نسمة لكل كيلومتر مربع (894.3/ميل2). وبلغ عدد الوحدات السكنية 243 وحدة بمتوسط كثافة قدره 141.3 لكل كيلومتر مربع (366.0/ميل2).
وتوزع التركيب العرقي للقرية بنسبة 93.94% من البيض و2.02% من الأمريكيين الأفارقة و0.51% من الأمريكيين الأصليين و2.69% من الأمريكيين ذوي الأصول الآسيوية و0.17% من الأعراق الأخرى و0.67% من عرقين مختلطين أو أكثر و0.67% من الهسبانيون أو اللاتينيون من أي عرق.
بلغ عدد الأسر 228 أسرة كانت نسبة 36% منها لديها أطفال تحت سن الثامنة عشر تعيش معهم، وبلغت نسبة الأزواج القاطنين مع بعضهم البعض 57% من أصل المجموع الكلي للأسر، ونسبة 7.9% من الأسر كان لديها معيلات من الإناث دون وجود شريك، بينما كانت نسبة 3.9% من الأسر لديها معيلون من الذكور دون وجود شريكة وكانت نسبة 31.1% من غير العائلات. تألفت نسبة 22.8% من أصل جميع الأسر من عدة أفراد يعيشون في نفس المنزل ونسبة 9.6% كانت تتألف من شخص يعيش بمفرده يبلغ من العمر 65 عاماً أو أكثر. وبلغ متوسط حجم الأسرة المعيشية 2.61، أما متوسط حجم العائلات فبلغ 3.13.
بلغ العمر الوسطي للسكان 37.0 عاماً. وكانت نسبة 25.8% من القاطنين تحت سن الثامنة عشر، وكانت نسبة 8.2% بين الثامنة عشر والرابعة والعشرين عاماً، ونسبة 27.9% كانت واقعةً في الفئة العمرية ما بين الخامسة والعشرين والرابعة والأربعين عاماً، ونسبة 28.6% كانت ما بين الخامسة والأربعين والرابعة والستين، ونسبة 9.4% كانت ضمن فئة الخامسة والستين عاماً فما فوق. وتوزع التركيب الجنسي للسكان بنسبة 55.1% ذكور و44.9% إناث.